# واسکو دو گاما

مسیری که واسکو دو گاما در اولین سفرش (۱۴۹۷–۱۴۹۹) پیمود.

واسکو دو گاما (به پرتغالی: Vasco da Gama) (زاده ۱۴۶۹ - درگذشته ۱۵۲۴)، جهانگرد و کاشف پرتغالی بود که برای اولین بار از راه دریا از اروپا به هند رفت. او را از موفق‌ترین دریانوردان تاریخ می‌دانند. واسکو دو گاما نخستین فردی است که اروپا و آسیا را از طریق مسیری دریایی به هم پیوند داد که همین موضوع سرآغاز چندگانگی فرهنگی شد.

## زندگی
واسکو دو گاما در سال ۱۴۶۹م در سینش، جنوب غربی پرتغال به دنیا آمد؛ و در سال ۱۵۲۴م در شهر کوچین ایالت کرالا (جنوب هند) درگذشت. دو گاما در جوانی به ارتش پرتغال پیوست و به عنوان سرباز علیه امپراتوری اسپانیا جنگید. از جوانی او اطلاعات بسیار کمی در دست است.
او در سال ۱۴۸۷م توسط ژان دوم به هندوستان اعزام شد و از جنوب آفریقا و دماغه امید نیک به هند رفت. بعد از بارتلمه دیاز که کاشف دماغه امید نیک در جنوب آفریقا است، دوگاما دومین دریانوردی بود که از این مسیر برای رسیدن به هند عبور کرد. این اکتشاف بزرگ جغرافیایی سرنوشت ملت‌های شرقی را در آینده تغییر داد و باعث ورود اروپائیان و استعمار مشرق زمین شد. واسکو در ۱۴۹۸ میلادی به کالیکوت رسید و در ۱۴۹۹ به پرتغال بازگشت. اما بار دیگر در سال ۱۵۰۲م به عنوان دریاسالار به هند عزیمت کرد و در کالیکوت کشتار عظیمی از هندی‌ها، به انتقام کشته شدن بازرگانان پرتغالی، مرتکب شد. او نخستین مرکز بازرگانی پرتغال را در کوچی تأسیس کرد. دوگاما در سال ۱۵۲۴م از سوی پادشاه پرتغال به عنوان نایب‌السلطنهٔ هند انتخاب شد، اما پیش از آنکه در مسئولیت جدیدش کاری بکند در همان سال در کوچین درگذشت. شرح سفر واسکو دو گاما در کتابی به نام لوزیاد توسط کاموئن تحریر شده‌است. هموطن او آلفونسو دالبو کرک هم تقریباً در همان ایام (۱۵۰۷م) و هم‌زمان با روی کار آمدن صفویان از بندر گوا به خلیج فارس آمد و هرمز را تصرف کرد. قلعهٔ پرتغالی‌ها در هرمز یادگار همان ایام است. در این دوره امپراتوری پرتغال خود را امپراتور آفریقا- فارس و هند خواند.
آرامگاه واسکو دو گاما در کلیسایی به نام سنت فرانسیس واقع شده. این کلیسا اولین کلیسای اروپائیان در هند است که حدود سال‌های ۱۵۰۳ میلادی توسط پرتغالی‌ها احداث شد و بعدها توسط هلندی‌ها و انگلیسی‌ها تغییراتی یافت. واسکو در ۱۵۲۴ در این کلیسا دفن شد و بعد از ۱۴ سال (۱۵۳۸ میلادی) بقایای جسد او از این کلیسا به پرتغال منتقل شد.

## حادثه کشتی زوّار مکه
فوریه ۱۵۰۲، واسکو دو گاما در کانور، کرالا مستقر بود. یک کشتی، حامل دستکم ۴۰۰ حاجی مسلمان هندی و عرب (زن و مرد و کودک) و مال‌التجاره آنها، به کانور می‌رسد. گفته شده که نیروهای واسکو، پس از غارت اموال زوّار، آنها را در کشتی زندانی کرده و سپس کشتی را با زندانی‌ها به آتش کشیده‌اند. این حادثه در منابع متأخر و غیرقابل‌اعتمادی ذکر شده که یا افسانه بوده و یا در آن اغراق شده است.

## نگارخانه

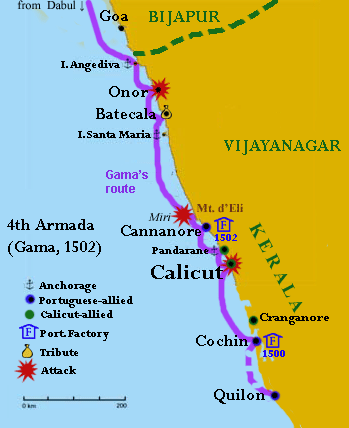
سفرهای واسکو دو گاما در ساحل هند در ۱۵۰۲ میلادی.
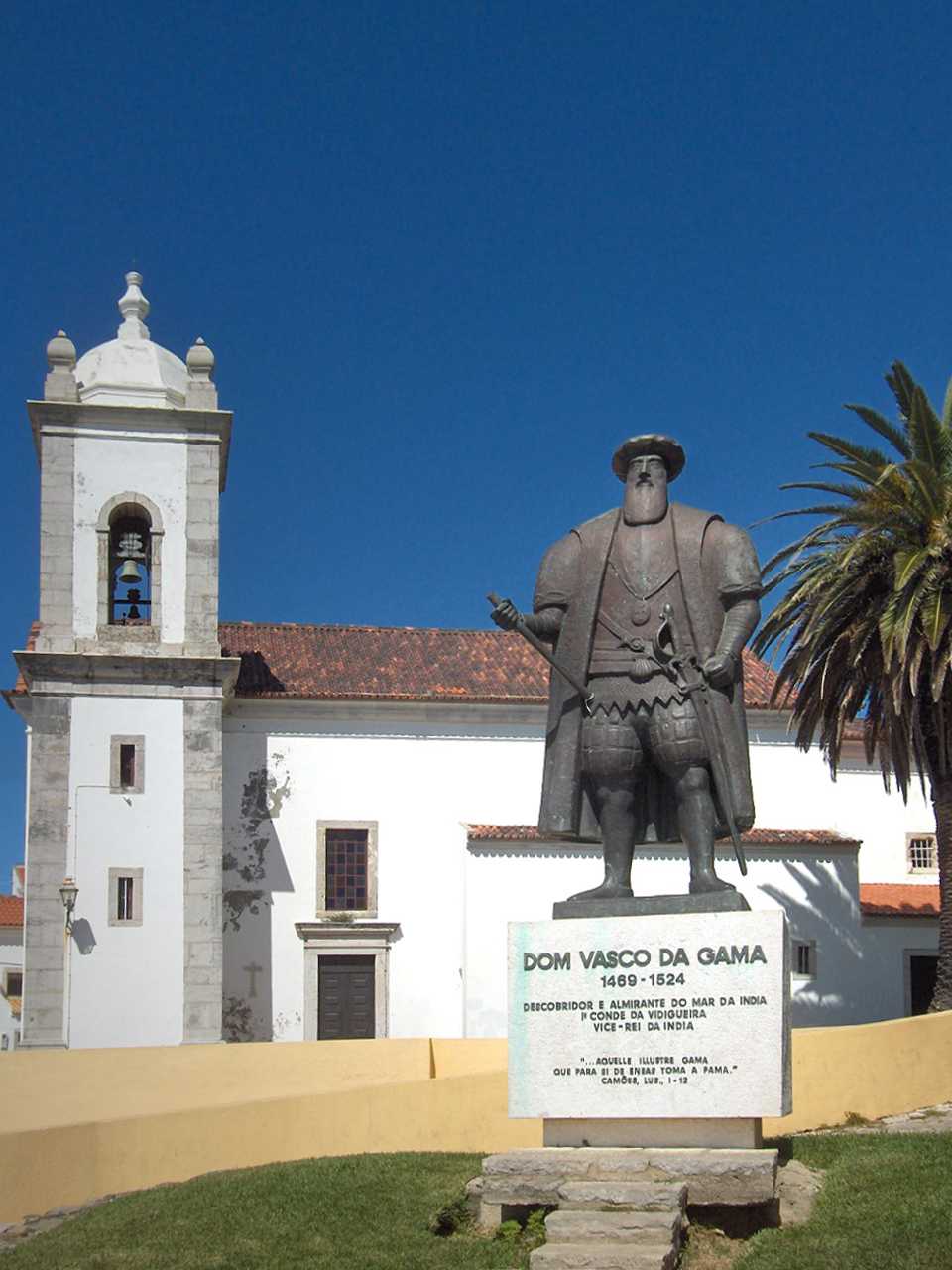
مجسمهٔ‌واسکو دو گاما در زادگاهش، سینش، پرتغال
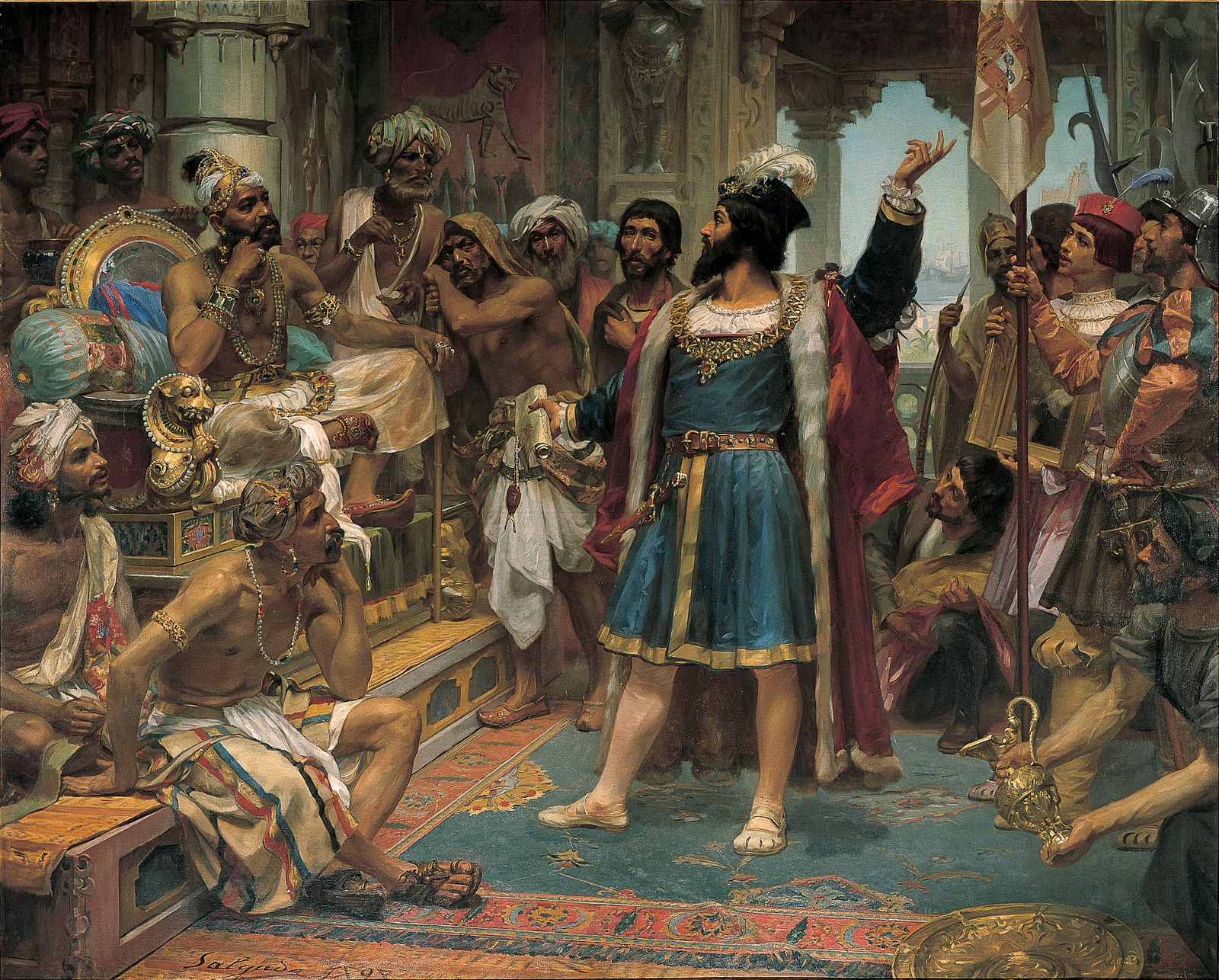